# بيتر إل. كونينغهام
بيتر إل. كونينغهام (بالإنجليزية: Peter L. Cunningham)‏ هو سياسي أمريكي، ولد في 15 أغسطس 1814 في نيويورك في الولايات المتحدة، وتوفي في 22 أبريل 1899 في الولايات المتحدة. حزبياً، نشط في الحزب الجمهوري. وقد انتخب عضو مجلس نواب كونيتيكت.